# The Showdown (band)
The Showdown is een christelijke metalband, afkomstig uit Elizabethton, Tennessee. De leden tekenden in 2008 een contract bij platenmaatschappij Solid State Records.